# FC Höllviken
Der FC Höllviken ist ein schwedischer Fußballverein aus Höllviken. 

## Geschichte
Nach seiner Gründung am 4. Oktober 1933 trat die Fußballmannschaft des Höllvikens Gymnastik & Idrottsförening im unterklassigen Ligabereich an. 1999 erreichte sie die dritthöchste Spielklasse, nach dem Wiederab- und Wiederaufstieg spielte sie anschließend ab 2001 auf dem dritthöchsten Spielniveau. Nach einer Umstrukturierung des Ligasystems wurde der Klub 2006 der vierten Liga zugeordnet, aus der der Klub Ende 2011 in die Fünftklassigkeit abstieg. Ende 2011 schlossen sich Höllvikens GIF und BK Näset unter dem Namen BK Höllviken zusammen, unterdessen spaltete sich die Fußballmannschaft als FC Höllviken ab und kehrte nach der Staffelmeisterschaft Ende 2013 in die vierte Liga zurück, aus der sie direkt in die drittklassige Division 1 aufstieg. 2016 stieg der FCH in die Division 2 ab.